# 東甯縣戰鬥
東甯縣戰鬥發生於1929年8月4日的中國松江東一帶，是国民政府時期的戰鬥之一。東甯縣戰鬥的交戰雙方為东北軍和苏軍。

## 參看
- 中東路事件